# Феррейра-ди-Авиш
Ферре́йра-ди-Авиш (порт. Ferreira de Aves)  —  район (фрегезия) в Португалии,  входит в округ Визеу. Является составной частью муниципалитета  Сатан. Находится в составе крупной городской агломерации Большое Визеу. По старому административному делению входил в провинцию Бейра-Алта. Входит в экономико-статистический  субрегион Дан-Лафойнш, который входит в Центральный регион. Население составляет 2722 человека на 2001 год. Занимает площадь 15,90 км².
Покровителем района считается Андрей Первозванный (порт. Santo André).